# Sara Socas
Sara Socas Martín (Tegueste, Tenerife, 30 de agosto de 1997) es una cantante, freestyler y compositora española. En 2021 se convirtió en la primera mujer en ascender como freestyler a la Freestyle Master Series (FMS), considerada la liga más importante en España de este ámbito.

## Trayectoria
Socas estudió el doble grado de Periodismo y Comunicación Audiovisual en la Universidad Carlos III de Madrid. Empezó en el mundo del freestyle rap en el año 2017 y también toca varios instrumentos musicales, como la guitarra, el piano y el bajo. Es colaboradora del programa radiofónico La Ventana de la Cadena SER junto con el rapero Arkano, además de editora en Los 40, entre otros. Socas también ha impartido talleres de rap en varios institutos de la Comunidad de Madrid dirigidos a adolescentes en riesgo de exclusión social.

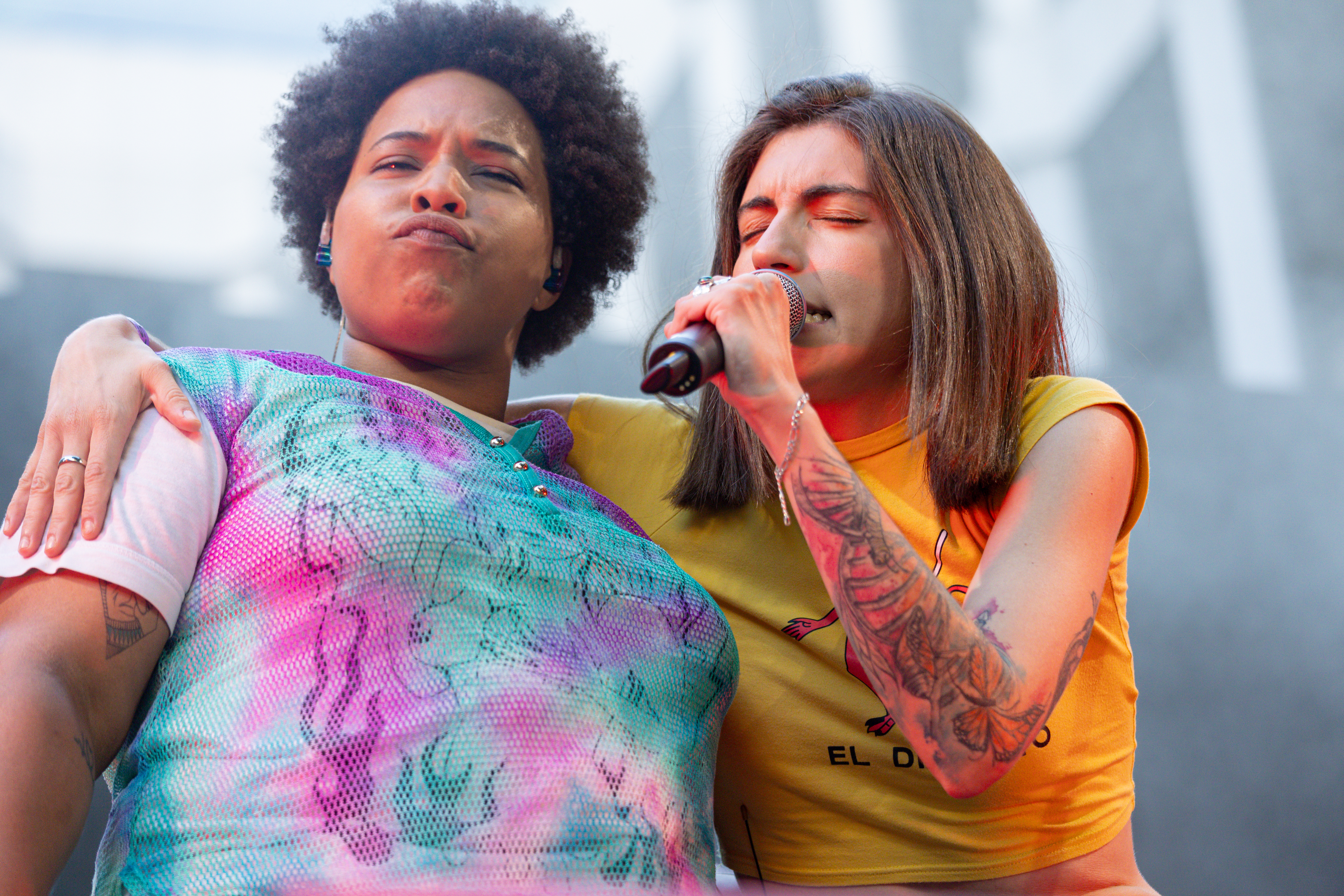
Sara Socas (derecha) cantando junto a Erika Dos Santos.

En 2019, fue una de las dos únicas mujeres participantes en la Batalla de Gallos de Red Bull, junto a la también rapera Erika Dos Santos. En diciembre de 2019, fue la única mujer en participar en las batallas de gallos de exhibición de Otumba en Ciudad de México llevadas a cabo por la organización de freestyle Beatle League. Su réplica de carácter feminista en la batalla contra Rapder dentro de ese evento la convirtió en trending topic en Twitter dándola a conocer entre el gran público. En 2020 fue elegida para ir como reserva a la Final Internacional de Red Bull Batalla de los gallos de ese año. En enero de 2021, Socas participó en la Liga Nacional de Freestyle (FMS) de España, convirtiéndose así en la primera mujer en competir en una FMS. Un año antes había rechazado la invitación de la organización de la FMS España para formar parte de la liga nacional, ya que quería obtener el acceso compitiendo, hito que finalmente logró en abril de 2021.
En 2019, presentó junto a Vlack Motor sus canciones Ahora me quiero más y Sugarina además del tema Vuelve con el cantautor Fran Mariscal. Socas ha sido incluida en el cartel del Holika Festival 2020. A finales de 2020 presentó el sencillo Bambi y en 2021 lanzó en las plataformas sociales el tema Apareciste tú.
En 2023, abandonó el freestyle tras haber recibido ataques de odio y machistas en redes sociales por su condición de mujer y lesbiana. Ese mismo año, presentó su primer disco TFN-MAD, con influencias rap, trap, bachata y r&b, producido por Acción Sánchez de SFDK.

## Reconocimientos
Socas ganó la segunda edición de la Girl Battle de Madrid celebrada en 2017, en donde venció a la rapera Rasvy en la final. También llegó a los cuartos de final de la DH17 Battle y de la Pre-Nacional Battle de Royal Rap. Al año siguiente, en 2018, ganó la Femme Battle 2018, un torneo de batallas femeninas, y la Batalla de Azuqueca 2018. Ese año también llegó a los cuartos de final del Urban Festival de Madrid. En 2019, fue semifinalista de la competición internacional Red Bull Batalla de los Gallos 2019, siendo una de las dos únicas mujeres participantes en la misma. En enero de 2021, Socas se convirtió en la ganadora de la regional de Gold Battle Barcelona.
Socas se convirtió en 2021 en campeona de la Copa Federación en la Final Nacional de la Batalla de Maestros de España, accediendo de manera directa a la final de la FMS. Fue la primera mujer en conseguirlo. De esta manera, fue uno de los doce raperos que participarían en la FMS la siguiente temporada.

## Discográfica
Toda la música compuesta por Acción Sánchez y Bombony Montana. 
| TFN-MAD |                                |          |  |
| N.º     | Título                         | Duración |  |
| 1.      | «Spanish»                      | 2:54     |  |
| 2.      | «El Mundo»                     | 2:44     |  |
| 3.      | «Te Sobra Color ft.Rapsusklei» | 2:49     |  |
| 4.      | «Chucho»                       | 2.17     |  |
| 5.      | «Va a Doler»                   | 3:27     |  |
| 6.      | «Siente ft.SFDK»               | 3:09     |  |
| 7.      | «Me Sale Redondo»              | 2:53     |  |
| 8.      | «Inside fi.Kharma»             | 2.54     |  |
| 9.      | «No va a Cambiar»              | 3:14     |  |
| 10.     | «All Star»                     | 3.35     |  |
| 11.     | «FOCKIT»                       | 2.52     |  |
| 12.     | «Un Beso»                      | 2:42     |  |
| 35:34   |                                |          |  |